# Fåberg (Gemeinde)

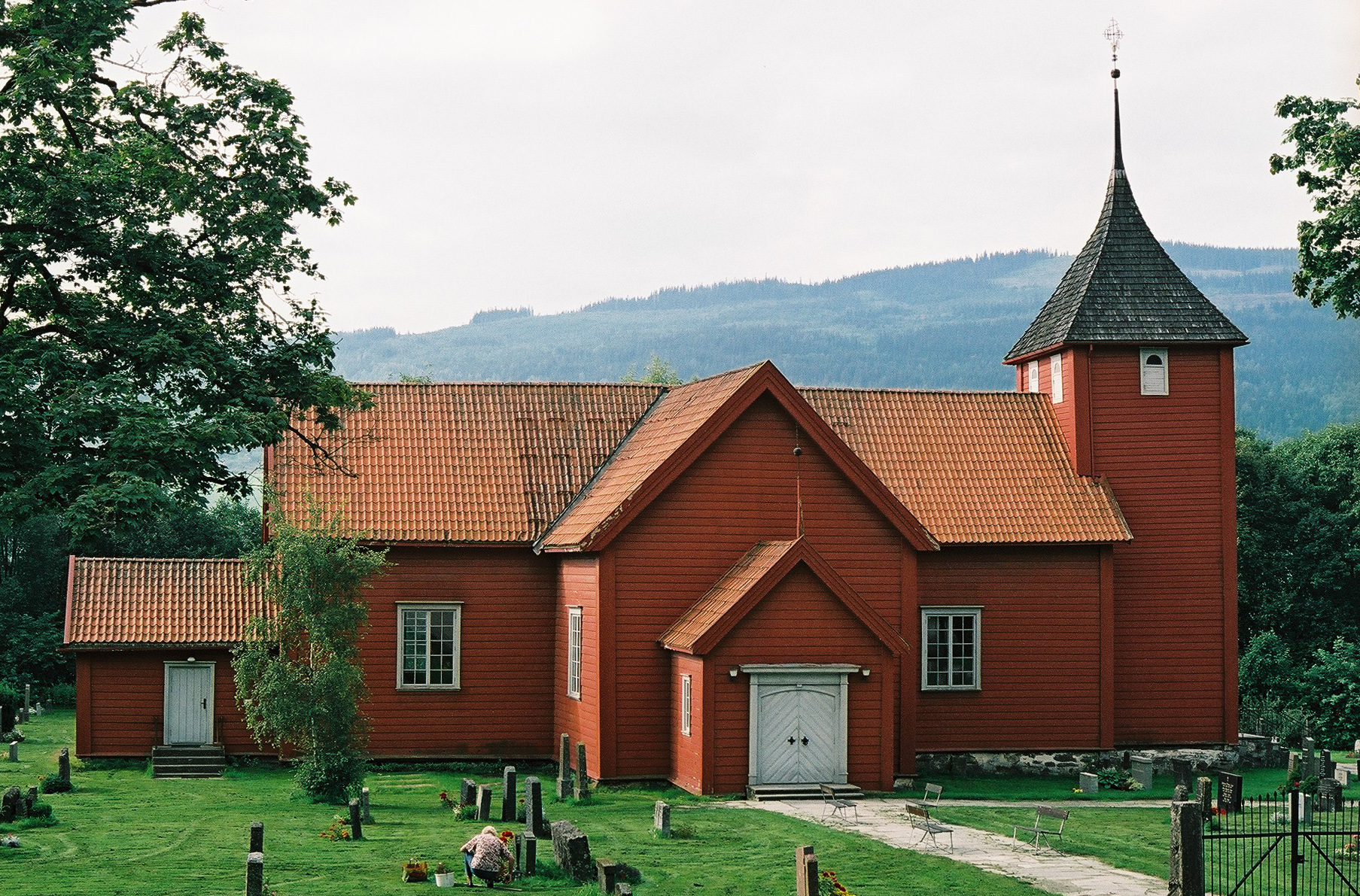
Kirche in Fåberg, 2007

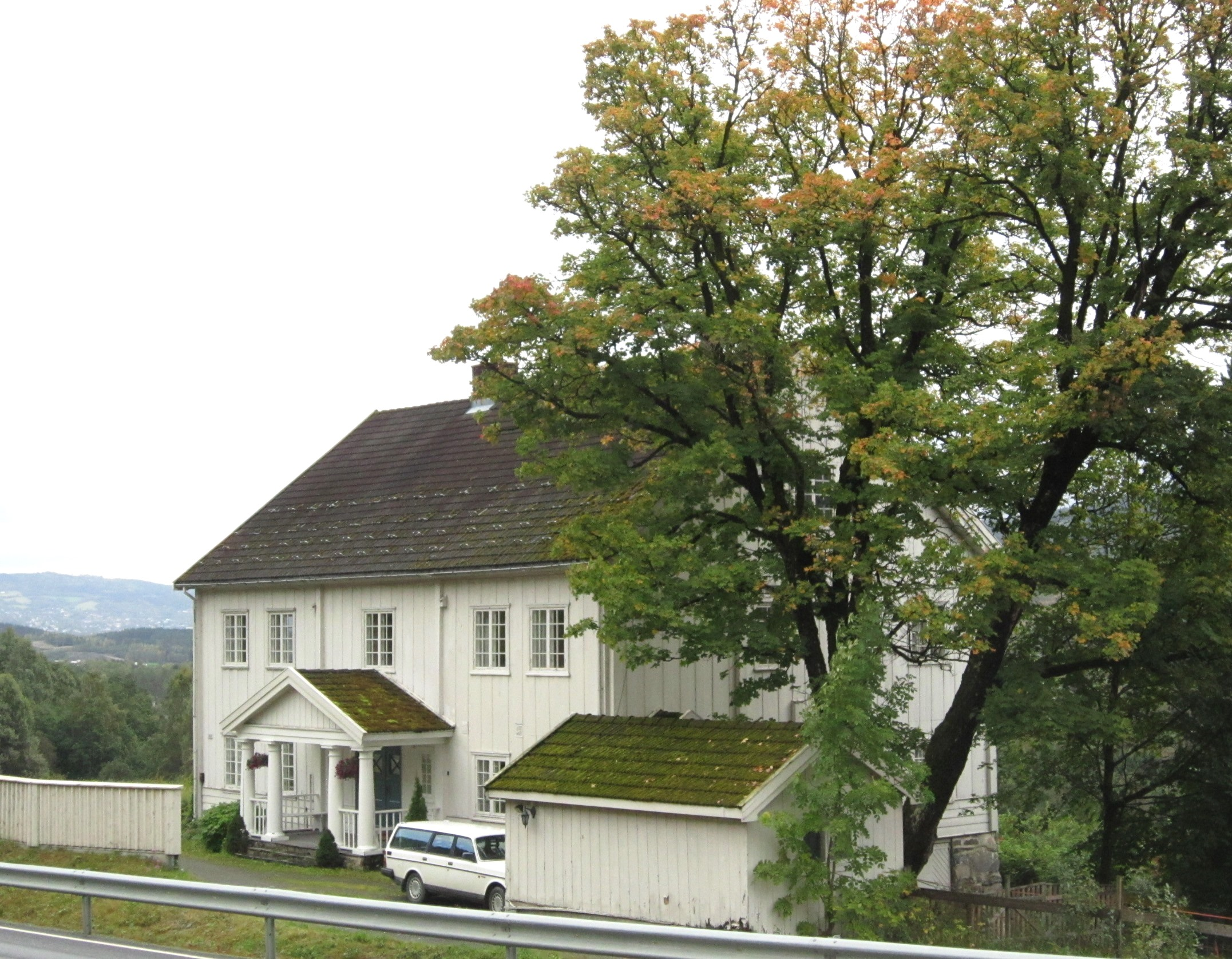
Pfarrhof Fåberg, 2013

Fåberg ist eine historische Gemeinde in der Provinz Oppland (2020 in Innlandet aufgegangen) in Norwegen. 1838 wurde die Kirchengemeinde Fåberg (Schreibweise bis 1921 Faaberg) eigenständige Kommune. Die Gemeinde erstreckte sich über 478 km² und umschloss die ehemals kleinere Gemeinde Lillehammer. Im Jahr 1964 wurden beide Kommunen zu einer zusammengeschlossen. Diese erhielt den Namen nach der kleineren Gemeinde Lillehammer.
Der Name des Gemeinwesens wurde vom ehemaligen Pfarrhof Faaberg abgeleitet. Die Bedeutung des Namens ist nicht bekannt. Aus dem Mittelalter sind die Schreibweisen Fogaberg und Fagaberg überliefert.
Bei der Volkszählung 1865 zählte die Gemeinde 6337 Einwohner. Im Jahr 1875 verringerte sich die Einwohnerzahl auf 5759 und im Jahr 1900 nochmals auf 5419.
Wichtige Verkehrsadern der Gemeinde waren die Dovrebanen und der Gudbrandsdalsvegen.